# Bernard Aton V. Trencavel
Bernard Aton V. Trencavel († 1158 oder 1159) war ein Vizegraf von Nîmes und Agde aus dem Haus Trencavel. Er war der dritte Sohn des Vizegrafen Bernard Aton IV. Trencavel († 1129) und dessen Ehefrau Cecilia von der Provence.
Beim Tod des Vaters erhielt Bernard Aton lediglich die Vizegrafschaft Nîmes, während seine beiden älteren Brüder Roger I. Trencavel und Raimund I. Trencavel den Hauptanteil des Erbes übernahmen. Nachdem Roger im Jahr 1150 erbenlos gestorben war, übernahm Raimund I. dessen Besitzungen, der dafür die Vizegrafschaft Agde an Bernard Aton abtrat.
Verheiratet war Bernard Aton seit etwa 1146 mit Guillemette, einer Tochter des Herrn Wilhelm VI. von Montpellier. Sein einziger Sohn aus dieser Ehe war Bernard Aton VI. Trencavel († nach 1214), der wohl im Jahr 1159 postum geboren wurde. Laut einer Urkunde aus diesem Jahr huldigte ein Vasall gegenüber Guillemette und deren ungeborenem Kind, womit zugleich der bereits erfolgte Tod Bernard Atons V. impliziert wird.

## Weblink
- Die Vicomtes de Beziers (Trencavel) bei Foundation for medieval Genealogy.ac (englisch)

| Vorgänger                  | Amt                          | Nachfolger                 |
| -------------------------- | ---------------------------- | -------------------------- |
| Bernard Aton IV. Trencavel | Vizegraf von Nîmes 1129–1159 | Bernard Aton VI. Trencavel |
| Raimund I. Trencavel       | Vizegraf von Agde 1150–1159  | Bernard Aton VI. Trencavel |

| Personendaten    | Personendaten               |
| ---------------- | --------------------------- |
| NAME             | Bernard Aton V. Trencavel   |
| KURZBESCHREIBUNG | Vizegraf von Nîmes und Agde |
| GEBURTSDATUM     | 12. Jahrhundert             |
| STERBEDATUM      | 1158 oder 1159              |